# Hohenbucko
Hohenbucko (niedersorbisch Wusoki Bukow) ist eine amtsangehörige Gemeinde im Landkreis Elbe-Elster in Brandenburg. Sie gehört seit 1992 dem Amt Schlieben mit Sitz in der Stadt Schlieben an.

## Geografie
Hohenbucko liegt am „Dreiländereck“ der Landkreise Elbe-Elster, Teltow-Fläming und Dahme-Spreewald, auf den Ausläufern des niederen Fläming, kurz vor dessen Übergang in den Niederlausitzer Landrücken weiter östlich. Der Ort ist umgeben vom weitreichenden Waldgebiet der Rochauer Heide.  

## Gemeindegliederung
Ortsteile der Gemeinde sind Hohenbucko und Proßmarke.

## Geschichte

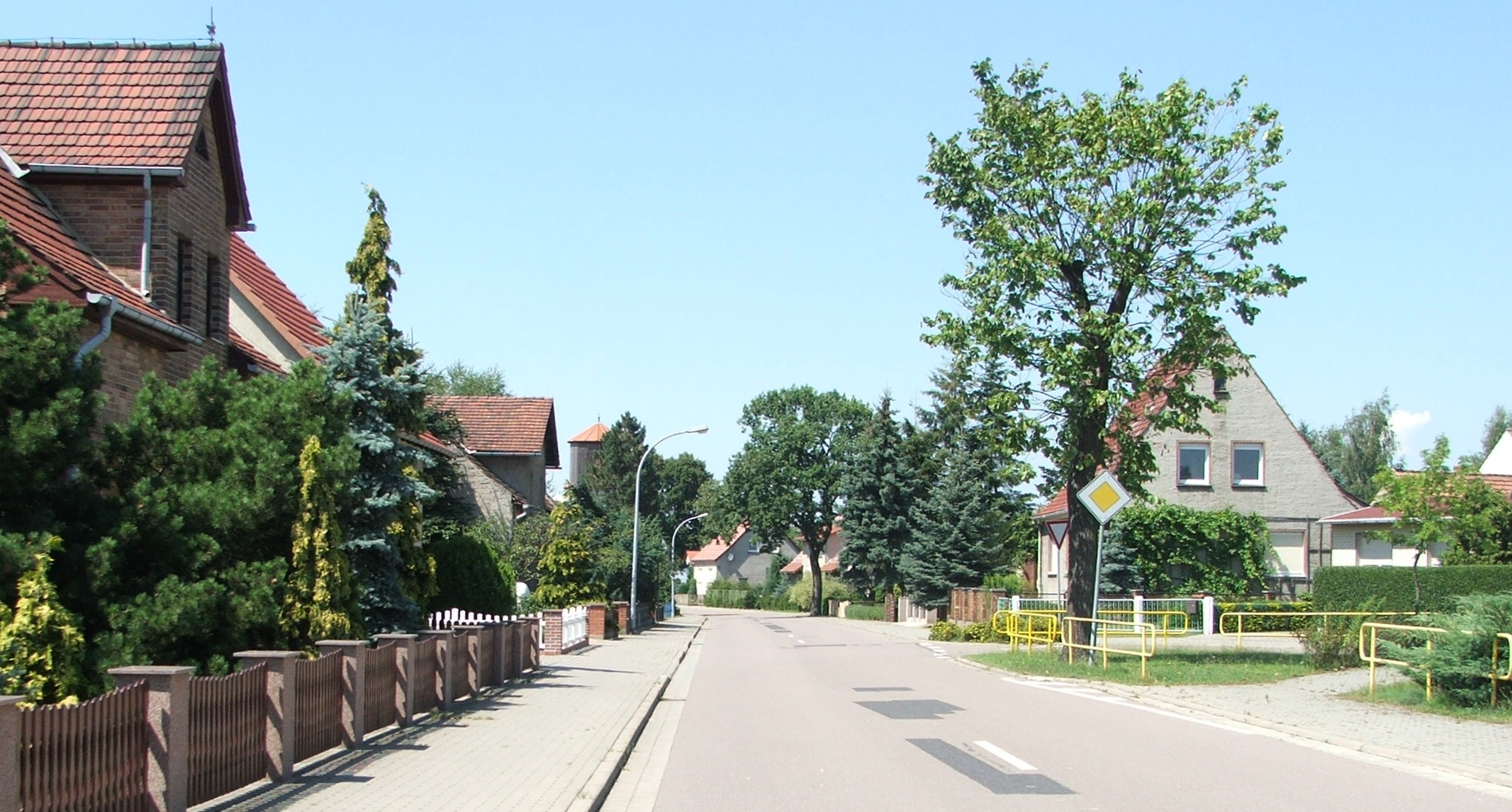
Ortsansicht

Der Ort wurde 1346 im Meißner Bistumsmatrikel als Hoenbockaw erstmals urkundlich erwähnt.
1419 wird der Ort als Buckow bei Schlieben genannt. Der Name ist eine sorbisch-deutsche Mischung: Hohen- weil auf einer Anhöhe gelegen, -bucko (von Bukowina) bedeutet Rotbuche, Rotbuchenwald.
Hohenbucko lag an einer alten Handelsstraße. Die Bewohner lebten von Ackerbau und Holzwirtschaft. Um 1512 führte der Schenk von Landsberg räuberische Überfälle gegen das Dorf und ließ es niederbrennen. Auch im Dreißigjährigen Krieg erlitten die Bewohner von Hohenbucko viele Grausamkeiten, abwechselnd von kaiserlichen (1631) und schwedischen Truppen (1637). Im Jahr 1634 wütete die Pest im Ort.
Hohenbucko und Proßmarke gehörten seit 1816 zum Kreis Schweinitz in der preußischen Provinz Sachsen und ab 1952 zum Kreis Herzberg im DDR-Bezirk Cottbus. Seit 1993 liegen die Orte im brandenburgischen Landkreis Elbe-Elster.
Zum 31. Dezember 2001 wurde aus den Gemeinden Hohenbucko und Proßmarke die neue Gemeinde Hohenbucko gebildet.

## Bevölkerungsentwicklung
| Jahr | Einwohner |
| ---- | --------- |
| 1875 | 500       |
| 1890 | 500       |
| 1910 | 520       |
| 1925 | 532       |
| 1933 | 538       |
| 1939 | 501       |

| Jahr | Einwohner |
| ---- | --------- |
| 1946 | 756       |
| 1950 | 797       |
| 1964 | 720       |
| 1971 | 699       |
| 1981 | 687       |
| 1985 | 681       |

| Jahr | Einwohner |
| ---- | --------- |
| 1990 | 628       |
| 1995 | 586       |
| 2000 | 530       |
| 2005 | 727       |
| 2010 | 686       |
| 2015 | 646       |

| Jahr | Einwohner |
| ---- | --------- |
| 2020 | 626       |
| 2021 | 614       |
| 2022 | 610       |
| 2023 | 607       |
| 2024 | 620       |

Gebietsstand des jeweiligen Jahres, Einwohnerzahl: Stand 31. Dezember (ab 1991), ab 2011 auf Basis des Zensus 2011, ab 2022 auf Basis des Zensus 2022
Der Anstieg der Bevölkerungszahl 2005 ist auf die Fusion von Hohenbucko und Proßmarke im Jahr 2001 zurückzuführen.

## Politik

### Gemeindevertretung
Die Gemeindevertretung von Hohenbucko besteht aus acht Gemeindevertretern und dem ehrenamtlichen Bürgermeister. Die Kommunalwahl am 9. Juni 2024 führte bei einer Wahlbeteiligung von 79,4 % zu folgendem Ergebnis:
| Wählergruppe                            | Stimmenanteil | Sitze |
| --------------------------------------- | ------------- | ----- |
| Wählergemeinschaft Hohenbucko-Proßmarke | 63,0 %        | 5     |
| Zwei Orte eine Zukunft                  | 30,8 %        | 2     |
| Einzelbewerber Marten Krüger            | 06,2 %        | 1     |

### Bürgermeister
- 2003–2014: Karl-Heinz Alexander (Einzelbewerber)[12]
- 2014–2014: Andreas Polz (Einzelbewerber)[13]
- 2015–2024: Dennis Lürding (Einzelbewerber)[14]
- seit 2024: Kay Benesch (Wählergemeinschaft Hohenbucko-Proßmarke)

Benesch wurde bei der Bürgermeisterwahl am 9. Juni 2024 mit 53,5 % der gültigen Stimmen für eine Amtszeit von fünf Jahren gewählt.

## Sehenswürdigkeiten und Kultur

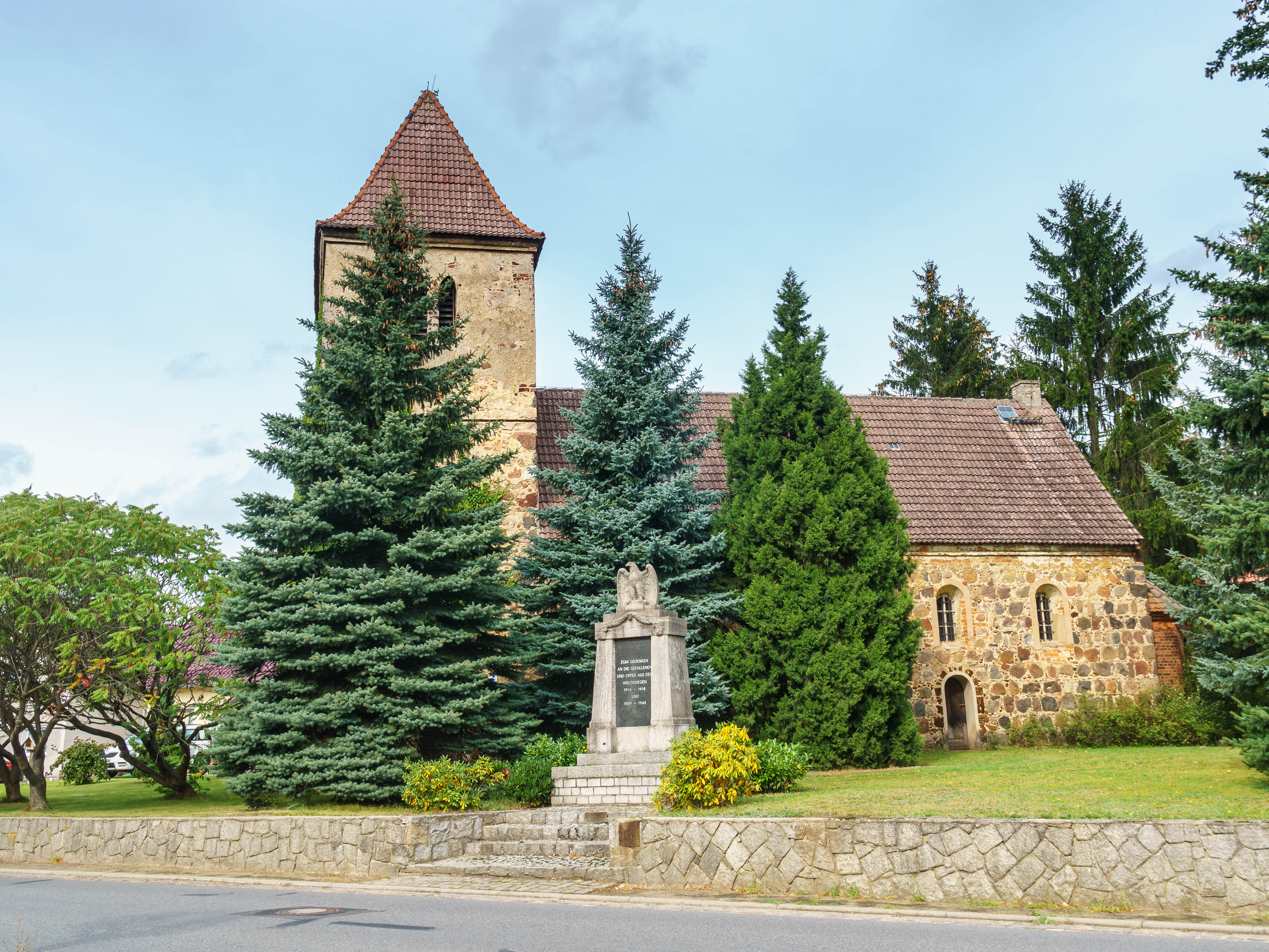
Dorfkirche Hohenbucko

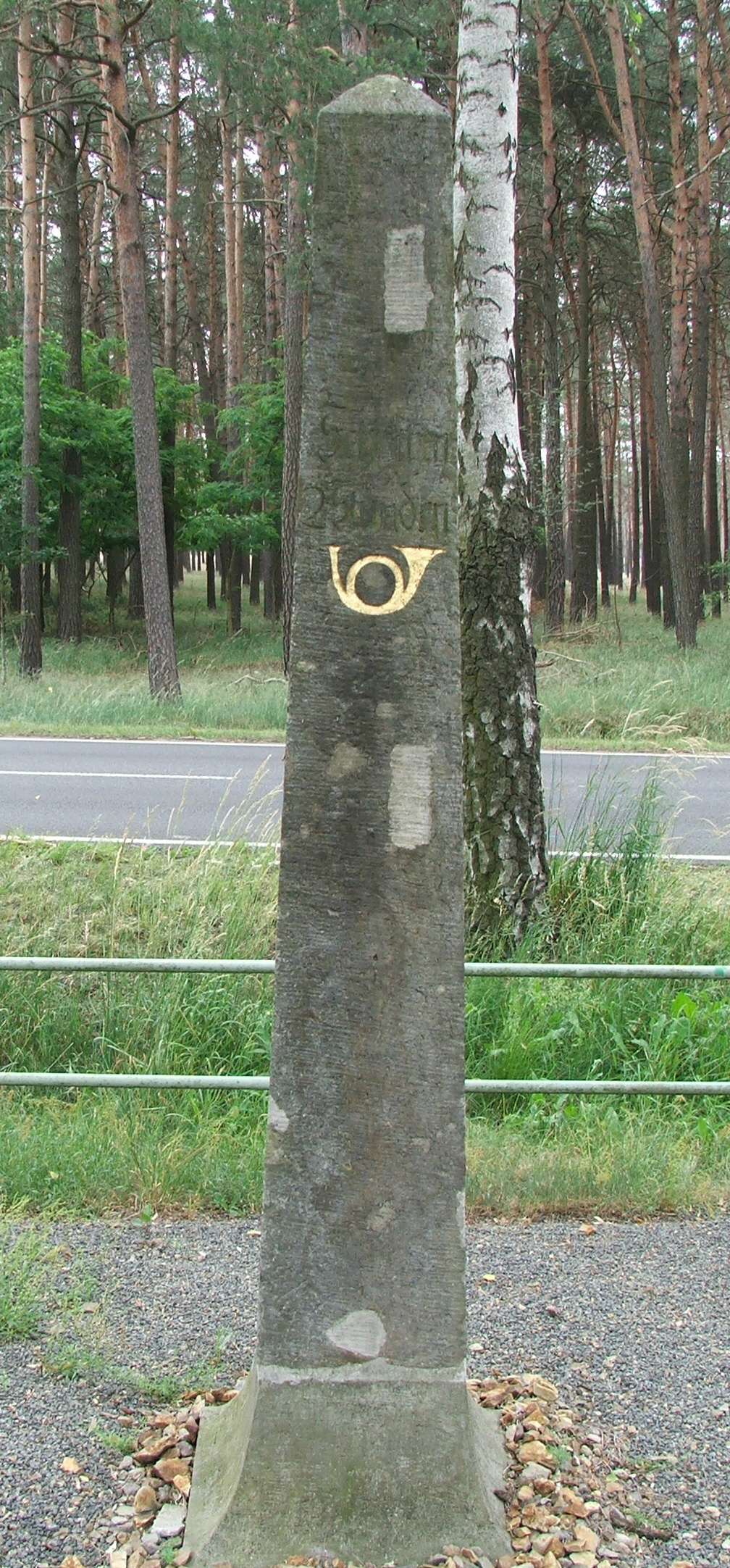
Postmeilensäule in Hohenbucko

### Bauwerke
In der Liste der Baudenkmale in Hohenbucko stehen die in der Denkmalliste des Landes Brandenburg eingetragenen Baudenkmale.
- Dorfkirche, rechteckiger Findlingsbau aus dem 13. Jahrhundert
- Kursächsische Postmeilensäule von 1750, die Poststraßen von Leipzig nach Frankfurt (Oder) und von Dahme nach Sonnewalde und Kirchhain verliefen durch Hohenbucko.
- Proßmarker Kirche, ebenfalls ein Feldsteinbau

### Museum
Auf dem Dachboden des einstigen Dorfkonsums befindet sich mit dem „Dachboden der Erinnerungen“ eine private Ausstellung, welche an die Zeit der Konsum-Läden in der DDR erinnert und viele Ausstellungsstücke aus dieser Zeit präsentiert.

### Anonyme Bestattungen
2008 schloss die Gemeinde eine Vereinbarung mit der DF Deutsche Feuerbestattungen GmbH, die dem Unternehmen ermöglicht, einen Teil des Friedhofs für anonyme Urnenbestattungen zu nutzen. Seitdem werden dort, vor allem aus Kostengründen, in Kooperation mit örtlichen Bestattern Urnen aus ganz Deutschland beigesetzt.

## Verkehr
Hohenbucko liegt an der Bundesstraße 87 zwischen Herzberg (Elster) und Luckau sowie an der Landesstraße L 70 zwischen Dahme/Mark und Doberlug-Kirchhain.
Der Haltepunkt Hohenbucko-Lebusa lag an der Bahnstrecke Falkenberg/Elster–Beeskow. Die Strecke wurde 1995 stillgelegt.

## Persönlichkeiten
- Ursula Fesca (1900–1975), Keramikerin, in Hohenbucko geboren
- Erich Götze (1932–2021), Tonmeister für Hörfunk und Fernsehen, wurde in Hohenbucko geboren und wirkte in Leipzig
- Edwin Zimmermann (1948–2024), Politiker (SPD), besuchte die Schule in Hohenbucko